# Yasuo Fukuda
Yasuo Fukuda (Takasaki, 16. srpnja 1936.), bivši, 91. predsjednik Vlade Japana. Ujedno je bio i predsjednik Liberalne demokratske stranke Japana. Na oba položaja došao je u rujnu 2007., nakon neočekivane ostavke Shinza Abea.
Bio je glavni tajnik Kabineta s najdužim mandatom u japanskoj povijesti. Na tom je položaju bio 
3 i pol godine (1 289 dana), pod premijerima Yoshirom Morijem i Junichirom Koizumijem.
Sin je bivšega premijera Takea Fukude.
U rujnu 2008. dao je ostavku, a naslijedio ga je Taro Aso.